# IC 5267B
IC 5267B — галактика типу SB0 (компактна витягнута галактика) у сузір'ї Журавель.
Цей об'єкт міститься в оригінальній редакції індексного каталогу.